# Громадське місце
Грома́дське мі́сце — частина будь-якої будівлі, споруди, яка доступна або відкрита для населення вільно, чи за запрошенням, або за плату, постійно, періодично або час від часу, в тому числі під'їзди, а також підземні переходи, стадіони.
В Українському законодавстві поняття визначене у статті 1 закону «Про заходи щодо попередження та зменшення вживання тютюнових виробів і їх шкідливого впливу на здоров'я населення».
Також міністерство охорони здоров'я України надає більш конкретні приклади цього визначення:
- ліфти і таксофони;
- приміщення та території закладів охорони здоров’я;
- приміщення та території навчальних закладів;
- дитячі майданчики; приміщення та території спортивних і фізкультурно-оздоровчих споруд та закладів фізичної культури і спорту;
- під’їзди житлових будинків;
- підземні переходи;
- транспорт загального користування, що використовується для перевезення пасажирів;
- приміщення закладів ресторанного господарства;
- приміщення об’єктів культурного призначення;
- приміщення органів державної влади та органів місцевого самоврядування, інших державних установ;
- стаціонарно обладнані зупинки маршрутних транспортних засобів тощо.

Опосередковано громадські місця також визначаються у статті 178  Кодексу України про адміністративні правопорушення:
- вулиці,
- закриті спортивні споруді,
- сквери, парки,
- всі види громадського транспорту (включаючи транспорт міжнародного сполучення) та інші визначені законом місця.

Перелік громадських місць може бути розширений органами місцевої влади. 
Так, у місті Києві перелік громадських місць визначено розпорядженням Керівника робіт з ліквідації наслідків надзвичайної ситуації виконавчого органу Київської міської ради від 04.04.2020 № 12 «Про внесення змін до розпорядження Керівника робіт з ліквідації наслідків надзвичайної ситуації від 25.03.2020 №  2». До громадських місць згідно розпорядження відносяться також зупинки громадського транспорту та 50-метрова зона навколо них; церкви та 50-метрова зона навколо них; заклади торгівлі закритого і відкритого типів, зокрема торгові ряди та ринки; кінотеатри та прилегла до них територія тощо.